# Liststadt

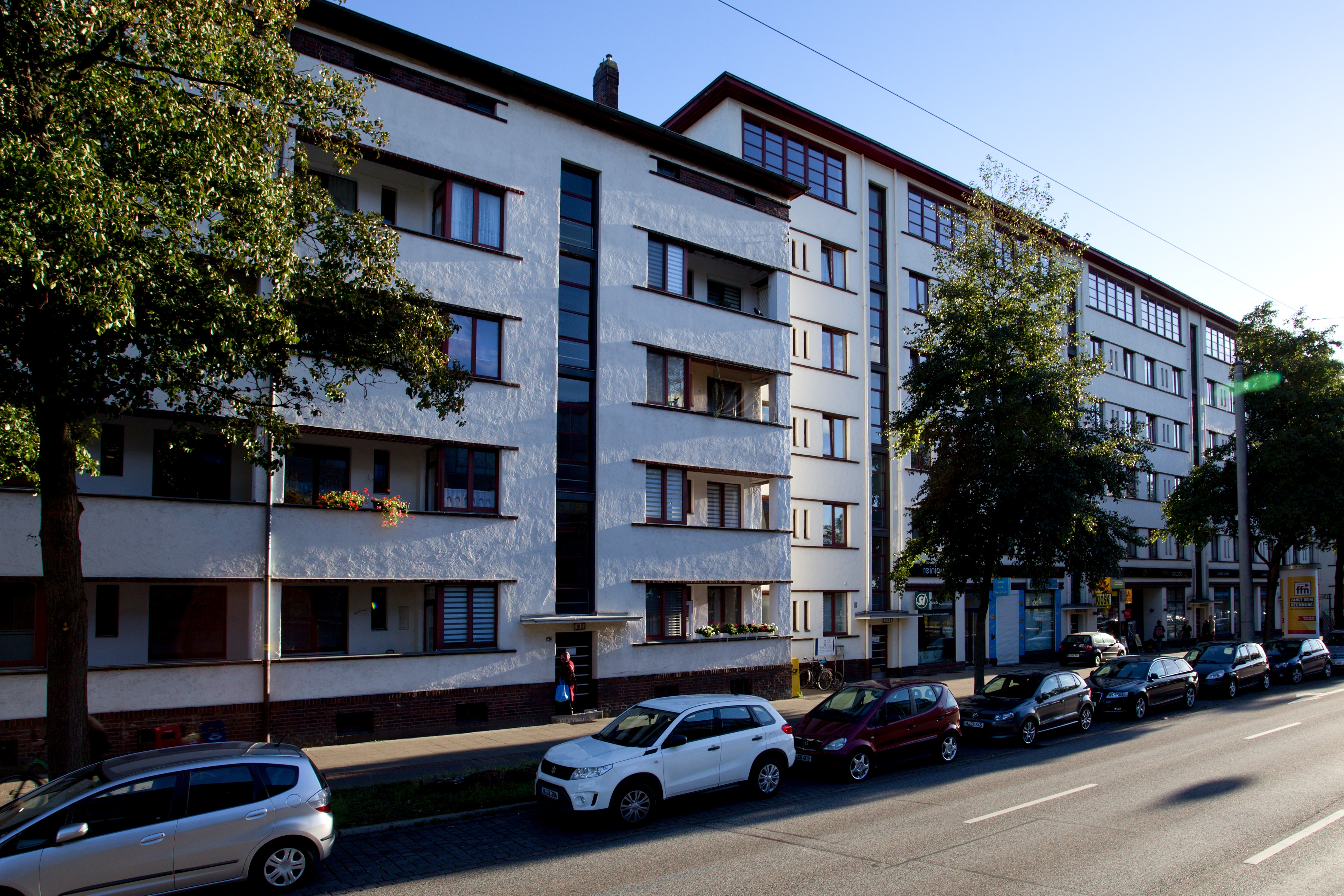
Gebäudezeile zur Podbielskistraße

Die Liststadt ist eine 1929 bis 1931 erbaute Wohnsiedlung im Stil des Neuen Bauens in Hannover in Niedersachsen. Heute steht sie unter Denkmalschutz.

## Beschreibung
Die Siedlung entstand im Stadtteil Groß-Buchholz an der Podbielskistraße. Sie wurde vom Architekten Adolf Falke für die Baugesellschaft „List-Stadt“ GmbH erbaut. Die Siedlung ist eine erstmals in Zeilenbauweise errichtete Wohnanlage in Hannover. Entlang der Straßenfront zur Podbielskistraße wechseln leicht vortretende viergeschossige Putzbauten und zurücktretende sechsgeschossige Flachdachbauten ab. Im Erdgeschoss befinden sich Läden sowie Durchfahrten und im sechsten Geschoss Atelierwohnungen mit großzügigen Fensteröffnungen. Die Fassade wird durch horizontale Fensterbänder und vertikale Treppenhausfenster gegliedert. Hinter der Hausfassade befinden sich quer stehende, dreigeschossige Wohnhauszeilen, die begrünte Innenhöfe bilden.
Vorgesehen waren 900 Zwei- bis Vierzimmerwohnungen. Das Konzept wurde nicht vollständig umgesetzt. Heute ist nur noch ein Teilbereich der Wohnsiedlung vorhanden, da es im Zweiten Weltkrieg vor allem im westlichen Bereich zu Zerstörungen durch die Luftangriffe auf Hannover kam.

## Persönlichkeiten

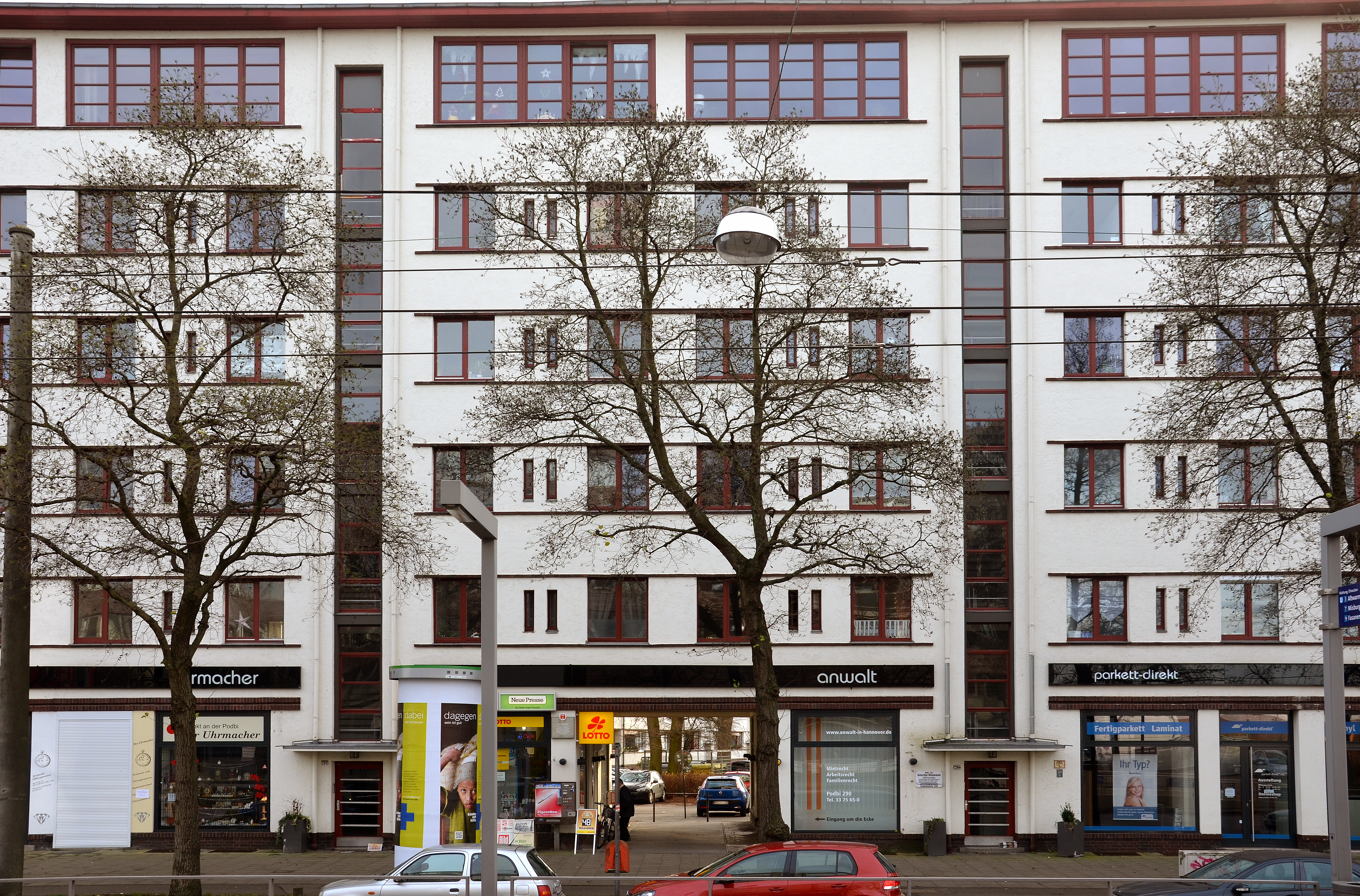
Atelierwohnungen unter dem Flachdach

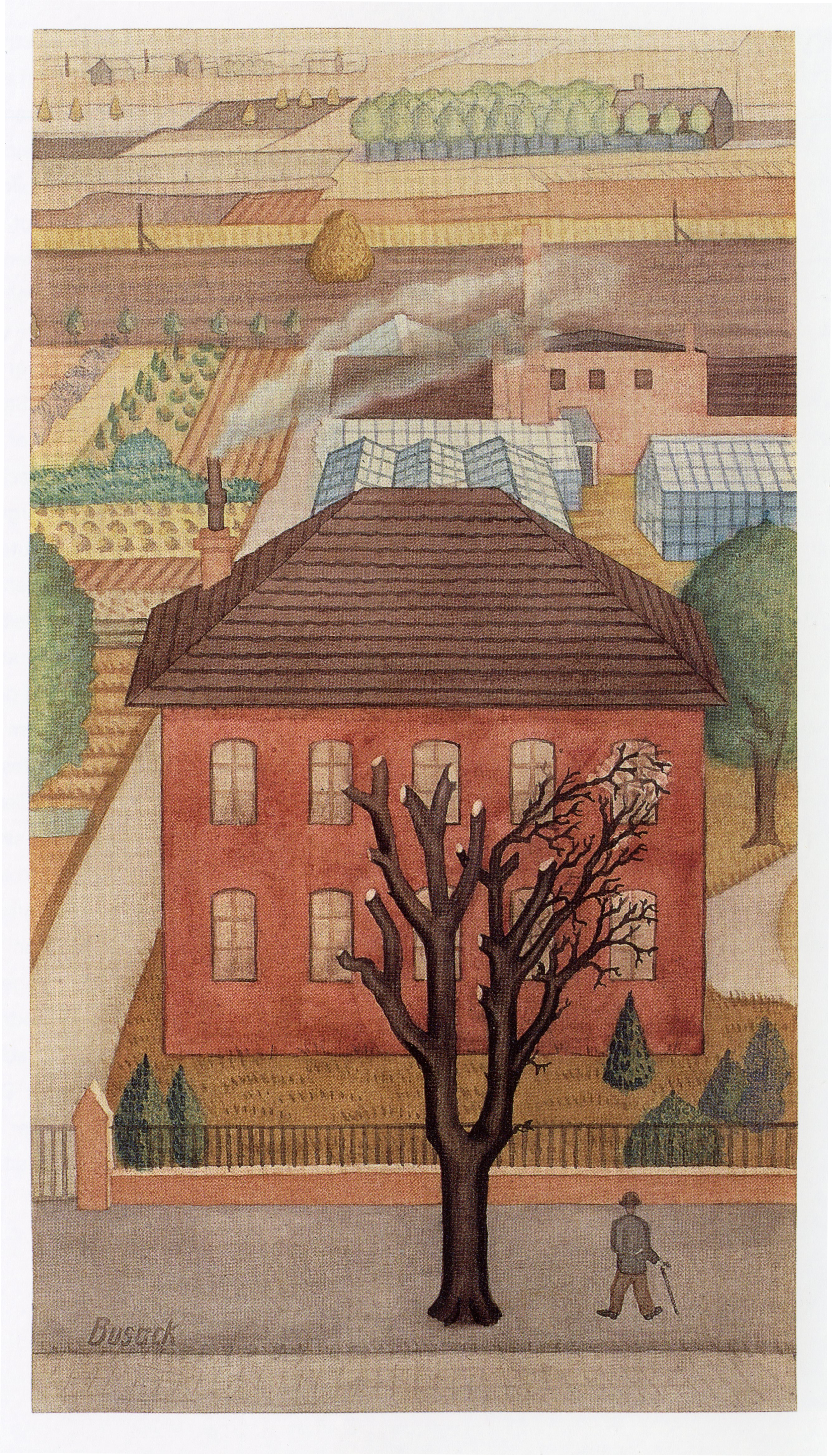
Blick um 1928 aus dem „Atelier an der Podbi“ auf die gegenüberliegende Gärtnerei der Familie des Historikers Gerhard Stoffert;
Aquarell von Friedrich Busack, Neue Sachlichkeit, Sprengel Museum Hannover

- 1929 bezog Grethe Jürgens, Malerin der Neuen Sachlichkeit,[1] eine Atelierwohnung[2] in der fünften Etage unter dem Dach des Hauses Podbielskistraße 112, heute mit der Hausnummer 288.[1] Nach ihrem Tod wurde die 1982 angelegte Grethe-Jürgens-Straße, die im Stadtteil List von der Podbielskistraße zur Spannhagengartenstraße führt, nach der Malerin benannt.[3]

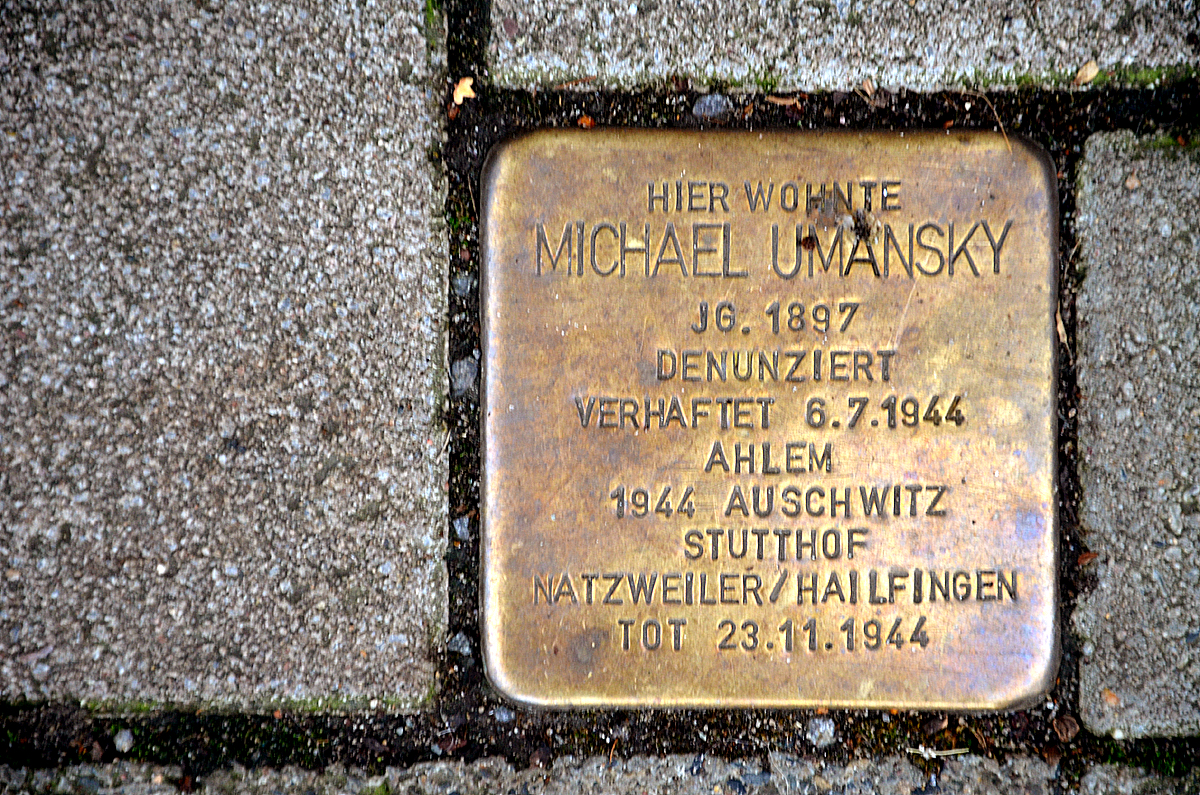
Stolperstein für den Schauspieler Michael Umansky vor dem Haus Podbielskistraße 274

- Bis in die 1940er Jahre wohnten in dem heutigen Gebäude Podbielskistraße 274 Michael Umansky und seine Ehefrau Wilma, ein Schauspieler-Ehepaar jüdischer Glaubenszugehörigkeit. Beide wurden in der Nationalsozialisten deportiert. Er starb 1944 im Außenlager Hailfingen an Entkräftung. Die seinerzeit gleichfalls verfolgte Überlebende Ruth Gröne, geborene Kleeberg, übernahm die Patenschaft für den am 4. Dezember 2012 durch den Künstler Gunter Demnig vor dem letzten freiwilligen Wohnsitz Umanskys verlegten Stolperstein.[4]